# 13330 Dondavis
13330 Dondavis este un asteroid din centura principală de asteroizi.

## Descriere
13330 Dondavis este un asteroid din centura principală de asteroizi. A fost descoperit pe 25 septembrie 1998 la Kitt Peak National Observatory în cadrul proiectului Spacewatch. Asteroidul prezintă o orbită caracterizată de o semiaxă mare de 3,11 ua, o excentricitate de 0,17 și o înclinație de 0,3° în raport cu ecliptica.